# Décès en septembre 1945
Décès
- 1941
- 1942
- 1943
- 1944
- 1945
- 1946
- 1947
- 1948
- 1949

Pour une information complémentaire, voir la page d'aide.

| Date         | Nom                 | Pays                | Activités              | Âge | Source |
| ------------ | ------------------- | ------------------- | ---------------------- | --- | ------ |
| 13 septembre | Annibale Comessatti | Drapeau de l'Italie | Mathématicien italien. | 59  |        |